# 500 miles d'Indianapolis 1979

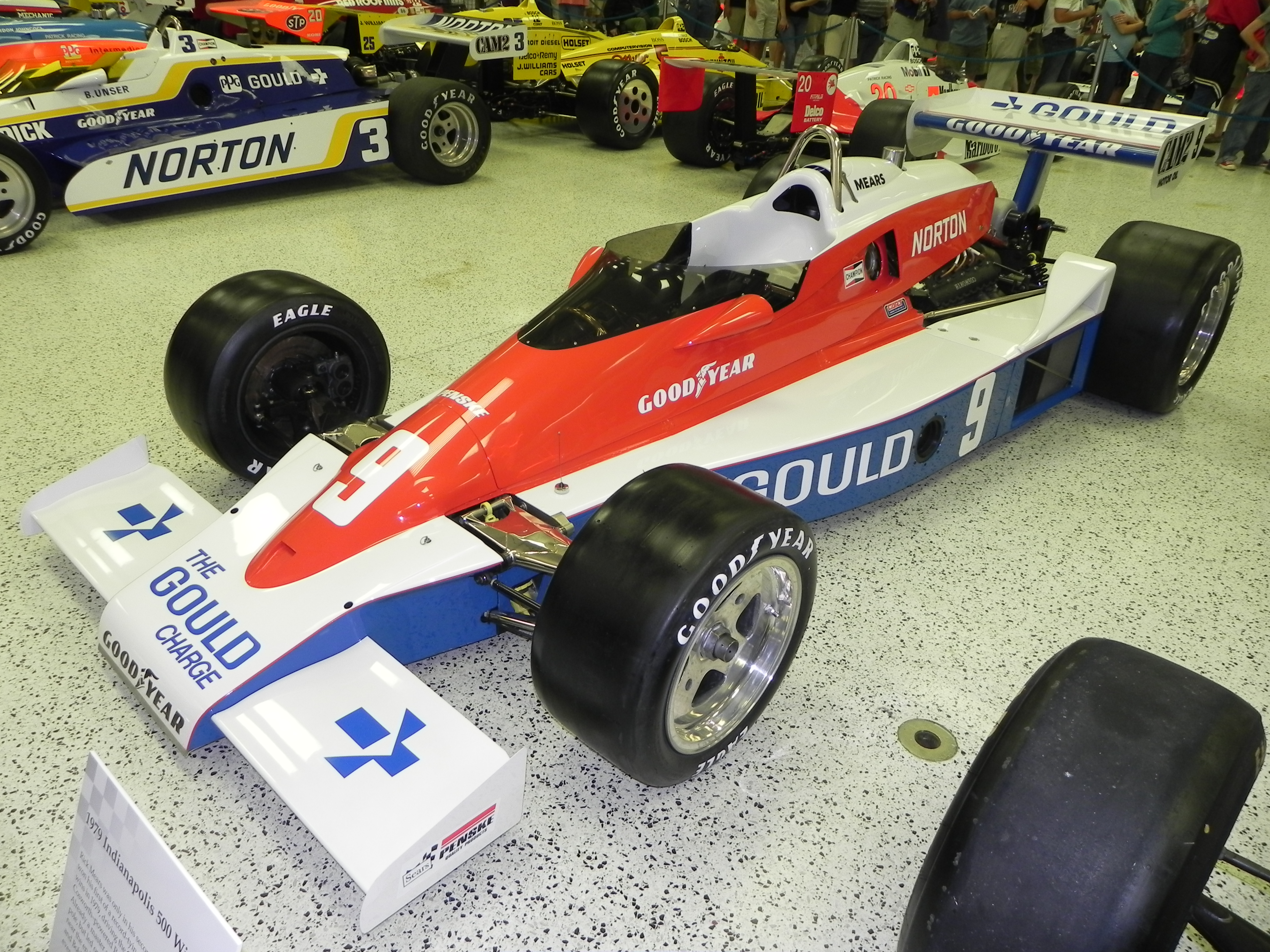
La Penske-Cosworth de Rick Mears, victorieuse de l'édition 1979 des 500 miles d'Indianapolis.

Les 500 miles d'Indianapolis 1979, organisés le dimanche 27 mai 1979 sur l'Indianapolis Motor Speedway, ont été remportés par le pilote américain Rick Mears sur une Penske-Cosworth de l'écurie Penske.

## Grille de départ
| Ligne | Intérieur        | Milieu            | Extérieur          |
| 1     | Rick Mears       | Tom Sneva         | Al Unser           |
| 2     | Bobby Unser      | Gordon Johncock   | A.J. Foyt          |
| 3     | Wally Dallenbach | Johnny Rutherford | Johnny Parsons Jr. |
| 4     | Sheldon Kinser   | Lee Kunzman       | Mike Mosley        |
| 5     | Howdy Holmes     | Janet Guthrie     | Tom Bagley         |
| 6     | Salt Walther     | Pancho Carter     | Cliff Hocul        |
| 7     | Jim McElreath    | Dick Simon        | Jerry Sneva        |
| 8     | Vern Schuppan    | Larry Rice        | Larry Dickson      |
| 9     | Roger McCluskey  | Joe Saldana       | Danny Ongais       |
| 10    | Steve Krisiloff  | Phil Threshie     | Tom Bigelow        |
| 11    | Spike Gehlhausen | John Malher       | Eldon Rasmussen    |
| 12    | Bill Vukovich II | George Snider     |                    |

La pole est réalisée par Rick Mears à la moyenne de 311,788 km/h. Il s'agit également du meilleur temps des qualifications.

## Classement final
| Pos. | Pilote             | Voiture               | Tours | Temps/Abandon       |
| 1    | Rick Mears         | Penske-Cosworth       | 200   | 3 h 08 min 47 s 070 |
| 2    | A.J. Foyt          | Parnelli-Cosworth     | 200   |                     |
| 3    | Mike Mosley        | Eagle-Cosworth        | 200   |                     |
| 4    | Danny Ongais       | Parnelli-Cosworth     | 199   |                     |
| 5    | Bobby Unser        | Penske-Cosworth       | 199   |                     |
| 6    | Gordon Johncock    | Penske-Cosworth       | 197   |                     |
| 7    | Howdy Holmes (R)   | Wildcat-Offenhauser   | 195   |                     |
| 8    | Bill Vukovich II   | Watson-Offenhauser    | 193   |                     |
| 9    | Tom Bagley         | Penske-Cosworth       | 193   |                     |
| 10   | Spike Gehlhausen   | Wildcat-Cosworth      | 192   |                     |
| 11   | Steve Krisiloff    | Lightning-Cosworth    | 192   |                     |
| 12   | Salt Walther       | Penske-Cosworth       | 191   |                     |
| 13   | Roger McCluskey    | McLaren-Cosworth      | 191   |                     |
| 14   | Tom Bigelow        | Lola-Cosworth         | 190   |                     |
| 15   | Tom Sneva          | McLaren-Cosworth      | 188   | accident            |
| 16   | Joe Saldana        | Eagle-Cosworth        | 186   |                     |
| 17   | Phil Threshie      | King-Chevrolet        | 172   |                     |
| 18   | Johnny Rutherford  | McLaren-Cosworth      | 168   |                     |
| 19   | Larry Rice         | Lightning-Offenhauser | 142   | accident            |
| 20   | Pancho Carter      | Lightning-Cosworth    | 129   | mécanique           |
| 21   | Vern Schuppan      | Wildcat-DGS           | 111   | mécanique           |
| 22   | Al Unser           | Chaparral-Cosworth    | 104   | transmission        |
| 23   | Eldon Rasmussen    | Anteres-Offenhauser   | 89    | transmission        |
| 24   | Larry Dickson      | Penske-Cosworth       | 86    | mécanique           |
| 25   | John Mahler        | Eagle-Offenhauser     | 66    | mécanique           |
| 26   | Dick Simon         | Vollstedt-Offenhauser | 57    | embrayage           |
| 27   | Wally Dallenbach   | Penske-Cosworth       | 43    | roue perdue         |
| 28   | Sheldon Kinser     | Watson-Offenhauser    | 40    | moteur              |
| 29   | Cliff Hucul        | McLaren-Offenhauser   | 22    | moteur              |
| 30   | Lee Kunzman        | Parnelli-Cosworth     | 18    | moteur              |
| 31   | Jerry Sneva        | Spirit-AMC            | 16    | moteur              |
| 32   | Johnny Parsons Jr. | Lightning-DGS         | 16    | moteur              |
| 33   | George Snider      | Lightning-Offenhauser | 7     | moteur              |
| 34   | Janet Guthrie      | Lola-Cosworth         | 0     | moteur              |
| 35   | Jim McElreath      | Penske-Cosworth       | 0     | moteur              |

Un (R) indique que le pilote était éligible au trophée du "Rookie of the Year" (meilleur débutant de l'année), attribué à Howdy Holmes.

## Note
- À la suite d'un imbroglio entre l'USAC (organisateur de l'épreuve) et le CART (nouveau championnat, qui incorpore l'Indy 500 à son calendrier), une ultime séance de qualification fut organisée la veille de la course, portant exceptionnellement le nombre de partants de 33 à 35.

## Sources
- (en) Résultats complets sur le site officiel de l'Indy 500